# Władysław Wnuk
Władysław Wnuk (ur. 20 lipca 1901 w Helsinkach, zm. 1 października 1990 tamże) – działacz Polonii fińskiej, wieloletni prezes Zjednoczenia Polskiego w Finlandii.

## Życiorys
Syn Franciszka Wnuka (1878-1909), kupca z Biłgoraja i Justyny z domu Król (1878-1972). Ukończył fińską szkołę podstawową, ponadto biegle mówił i pisał po polsku i szwedzku. Od 1917 był członkiem Zjednoczenia Polskiego, w latach 1929–1933, 1936-1949 i 1953-1978 pełnił funkcję prezesa tej organizacji. Początkowo pracował dorywczo, w 1934 został woźnym w Poselstwie Rzeczypospolitej Polskiej w Helsinkach, z pracy tej zrezygnował w 1946. W 1948 fińskie Ministerstwo Spraw Zagranicznych przyznało Władysławowi Wnukowi obywatelstwo kraju zamieszkania, dopiero w 1965 polskie Ministerstwo Spraw Zagranicznych wyraziło zgodę na zmianę obywatelstwa z polskiego na fińskie. W 1978 złożył rezygnację z prezesury, pozostał członkiem zarządu, w 1979 został uhonorowany godnością prezesa honorowego Zjednoczenia Polskiego.
Pochowany na cmentarzu Hietaniemi.

## Odznaczenia
- Medal Dziesięciolecia Odzyskanej Niepodległości (1929);
- Brązowy Krzyż Zasługi (1934);
- Brązowy Medal za Długoletnią Służbę MSZ (1938);
- Krzyż Zakonu Maltańskiego II klasy (1962);
- Złota Odznaka Papieska (1962);
- Srebrny Krzyż Zasługi (1977);
- Złota Odznaka Honorowa Towarzystwa Polonia (1987);
- Złoty Krzyż Zasługi (1988).